# Associazione Sportiva Acireale 1991-1992
Questa pagina raccoglie le informazioni riguardanti l'Associazione Sportiva Acireale nelle competizioni ufficiali della stagione 1991-1992.

## Rosa
| N. |                   | Ruolo | Calciatore          |
| -- | ----------------- | ----- | ------------------- |
|    | Italia (bandiera) | D     | Maurizio Anastasi   |
|    | Italia (bandiera) | C     | Giannunzio Andolina |
|    | Italia (bandiera) | D     | Giuseppe Bonanno    |
|    | Italia (bandiera) | A     | Donato Cancelli     |
|    | Italia (bandiera) | D     | Sebastiano Cantone  |
|    | Italia (bandiera) | C     | Riccardo Chico      |
|    | Italia (bandiera) | D     | Rosario Compagno    |
|    | Italia (bandiera) | C     | Nunzio Dario Di Dio |
|    | Italia (bandiera) | A     | Emanuele Docente    |
|    | Italia (bandiera) | C     | Fabio Favi          |

| N. |                   | Ruolo | Calciatore         |
| -- | ----------------- | ----- | ------------------ |
|    | Italia (bandiera) | D     | Piero Infantino    |
|    | Italia (bandiera) | C     | Pasquale Logiudice |
|    | Italia (bandiera) | P     | Sandro Merlo       |
|    | Italia (bandiera) | D     | Elio Migliaccio    |
|    | Italia (bandiera) | C     | Paolo Moncado      |
|    | Italia (bandiera) | A     | Santino Nuccio     |
|    | Italia (bandiera) | C     | Gaetano Palladino  |
|    | Italia (bandiera) | A     | Riccardo Petrucci  |
|    | Italia (bandiera) | P     | Corrado Vaccaro    |

## Risultati

### Campionato

#### Girone di andata
| 15 settembre 1991 1ª giornata | Acireale | 0 – 0 | Fidelis Andria |  |

| 22 settembre 1991 2ª giornata | Ternana | 1 – 0 | Acireale |  |

| 29 settembre 1991 3ª giornata | Siracusa | 0 – 0 | Acireale |  |

| 6 ottobre 1991 4ª giornata | Acireale | 2 – 1 | Licata |  |

| 13 ottobre 1991 5ª giornata | Ischia Isolaverde | 1 – 1 | Acireale |  |

| 20 ottobre 1991 6ª giornata | Acireale | 1 – 1 | Barletta |  |

| 27 ottobre 1991 7ª giornata | Acireale | 2 – 0 | Catania |  |

| 10 novembre 1991 8ª giornata | Casarano | 1 – 1 | Acireale |  |

| 17 novembre 1991 9ª giornata | Acireale | 2 – 1 | Fano |  |

| 24 novembre 1991 10ª giornata | Monopoli | 0 – 0 | Acireale |  |

| 1º dicembre 1991 11ª giornata | Acireale | 0 – 0 | Giarre |  |

| 8 dicembre 1991 12ª giornata | Perugia | 0 – 0 | Acireale |  |

| Acireale 15 dicembre 1991 13ª giornata | Acireale         | 0 – 0 | Nola | Stadio Comunale\| Arbitro: \| Freddi (Sassari) \| |
| Arbitro:                               | Freddi (Sassari) |       |      |                                                   |

| 22 dicembre 1991 14ª giornata | Acireale | 2 – 1 | Sambenedettese |  |

| 29 dicembre 1991 15ª giornata | Reggina | 3 – 2 | Acireale |  |

| 12 gennaio 1992 16ª giornata | Acireale | 2 – 1 | Chieti |  |

| 19 gennaio 1992 17ª giornata | Salernitana | 0 – 0 | Acireale |  |

#### Girone di ritorno
| 26 gennaio 1992 18ª giornata | Fidelis Andria | 0 – 0 | Acireale |  |

| 9 febbraio 1992 19ª giornata | Acireale | 0 – 1 | Ternana |  |

| 16 febbraio 1992 20ª giornata | Acireale | 2 – 1 | Siracusa |  |

| 23 febbraio 1992 21ª giornata | Licata | 1 – 0 | Acireale |  |

| 1º marzo 1992 22ª giornata | Acireale | 0 – 0 | Ischia Isolaverde |  |

| 8 marzo 1992 23ª giornata | Barletta | 0 – 0 | Acireale |  |

| 15 marzo 1992 24ª giornata | Catania | 2 – 0 | Acireale |  |

| 23 marzo 1992 25ª giornata | Acireale | 0 – 1 | Casarano |  |

| 5 aprile 1992 26ª giornata | Fano | 3 – 2 | Acireale |  |

| 12 aprile 1992 27ª giornata | Acireale | 3 – 1 | Monopoli |  |

| 18 aprile 1992 28ª giornata | Giarre | 2 – 1 | Acireale |  |

| 26 aprile 1992 29ª giornata | Acireale | 1 – 1 | Perugia |  |

| Arbitro: | Moretti (Cosenza) |

|                                         |           |  |
| Adolfo Sormani 22’ Pietro Assennato 80’ | Marcatori |  |

| 10 maggio 1992 31ª giornata | Sambenedettese | 1 – 1 | Acireale |  |

| 17 maggio 1992 32ª giornata | Acireale | 0 – 0 | Reggina |  |

| 24 maggio 1992 33ª giornata | Chieti | 2 – 2 | Acireale |  |

| 31 maggio 1992 34ª giornata | Acireale | 0 – 0 | Salernitana |  |